# Liste der Kulturdenkmale in Berlin-Französisch Buchholz

Lage von Französisch Buchholz in Berlin

In der Liste der Kulturdenkmale von Französisch Buchholz sind die Kulturdenkmale des Berliner Ortsteils Französisch Buchholz im Bezirk Pankow aufgeführt.

## Denkmalbereiche (Ensembles)
| Nr.      | Lage | Offizielle Bezeichnung | Beschreibung                                                                                 | Bild                                         |
| -------- | --- | --- | -------------------------------------------------------------------------------------------- | -------------------------------------------- |
| 09050471 | Berliner Straße 24–27, 28A Schönhauser Straße 126 (Lage)                                                                                         | Amtshaus, Wohnhaus, Mietshäuser Baudenkmale siehe: Berliner Straße 24, 27 | Weitere Bestandteile des Ensembles:                                                          | Weitere Bestandteile des Ensembles:          |
| 09050471 | Berliner Straße 24–27, 28A Schönhauser Straße 126 (Lage)                                                                                         | Amtshaus, Wohnhaus, Mietshäuser Baudenkmale siehe: Berliner Straße 24, 27 | 09050474 – Berliner Straße 25, Mietshaus, 1890–1891 von G. Schulze                           |                                              |
| 09050471 | Berliner Straße 24–27, 28A Schönhauser Straße 126 (Lage)                                                                                         | Amtshaus, Wohnhaus, Mietshäuser Baudenkmale siehe: Berliner Straße 24, 27 | 09050475 – Berliner Straße 26, Wohnhaus, 1891 von Liesegang                                  |                                              |
| 09050471 | Berliner Straße 24–27, 28A Schönhauser Straße 126 (Lage)                                                                                         | Amtshaus, Wohnhaus, Mietshäuser Baudenkmale siehe: Berliner Straße 24, 27 | 09050476 – Berliner Straße 28A, Mietshaus, 1905                                              |                                              |
| 09050471 | Berliner Straße 24–27, 28A Schönhauser Straße 126 (Lage)                                                                                         | Amtshaus, Wohnhaus, Mietshäuser Baudenkmale siehe: Berliner Straße 24, 27 | 09050477 – Schönhauser Straße 126, Mietshaus mit Einfriedung, 1901–1902 von O. Schneider     |                                              |
| 09050471 | Berliner Straße 24–27, 28A Schönhauser Straße 126 (Lage)                                                                                         | Amtshaus, Wohnhaus, Mietshäuser Baudenkmale siehe: Berliner Straße 24, 27 | Stallungen, 1901–1902 von O. Schneider                                                       |                                              |
| 09050482 | Gartenstraße 1–2 (Lage) | Wohnhäuser Baudenkmal siehe: Gartenstraße 1 | Weiterer Bestandteil des Ensembles:                                                          | Weiterer Bestandteil des Ensembles:          |
| 09050482 | Gartenstraße 1–2 (Lage) | Wohnhäuser Baudenkmal siehe: Gartenstraße 1 | 09050484 – Gartenstraße 2, Wohnhaus, um 1880                                                 |                                              |
| 09050485 | Hauptstraße 13–19, 22–23A, 23C, 26–30, 41, 42, 45, 48, 49, 53/55C, 58, 58A, 62–64A Parkstraße 1/11, 8, 12, 14, 15 Pfarrer-Hurtienne-Platz (Lage) | Dorfanger Buchholz mit Dorfkirche, Dorfschule und Stall, Hofanlagen, Wohnhäusern mit Vorgarteneinfriedungen, Wohn- und Krankenanstalt, Rest des Lennèparks Baudenkmale siehe: Hauptstraße 13, 14, 16, 18, 19, 45, 58, 58A | Weitere Bestandteile des Ensembles:                                                          | Weitere Bestandteile des Ensembles:          |
| 09050485 | Hauptstraße 13–19, 22–23A, 23C, 26–30, 41, 42, 45, 48, 49, 53/55C, 58, 58A, 62–64A Parkstraße 1/11, 8, 12, 14, 15 Pfarrer-Hurtienne-Platz (Lage) | Dorfanger Buchholz mit Dorfkirche, Dorfschule und Stall, Hofanlagen, Wohnhäusern mit Vorgarteneinfriedungen, Wohn- und Krankenanstalt, Rest des Lennèparks Baudenkmale siehe: Hauptstraße 13, 14, 16, 18, 19, 45, 58, 58A | 09050494 – Hauptstraße 15–15N, Hofanlage, Wohnhaus mit Vorgarten und Einfriedung, um 1874    |                                              |
| 09050485 | Hauptstraße 13–19, 22–23A, 23C, 26–30, 41, 42, 45, 48, 49, 53/55C, 58, 58A, 62–64A Parkstraße 1/11, 8, 12, 14, 15 Pfarrer-Hurtienne-Platz (Lage) | Dorfanger Buchholz mit Dorfkirche, Dorfschule und Stall, Hofanlagen, Wohnhäusern mit Vorgarteneinfriedungen, Wohn- und Krankenanstalt, Rest des Lennèparks Baudenkmale siehe: Hauptstraße 13, 14, 16, 18, 19, 45, 58, 58A | Stall und Scheune, 1904 von A. Bathauer                                                      |                                              |
| 09050485 | Hauptstraße 13–19, 22–23A, 23C, 26–30, 41, 42, 45, 48, 49, 53/55C, 58, 58A, 62–64A Parkstraße 1/11, 8, 12, 14, 15 Pfarrer-Hurtienne-Platz (Lage) | Dorfanger Buchholz mit Dorfkirche, Dorfschule und Stall, Hofanlagen, Wohnhäusern mit Vorgarteneinfriedungen, Wohn- und Krankenanstalt, Rest des Lennèparks Baudenkmale siehe: Hauptstraße 13, 14, 16, 18, 19, 45, 58, 58A | 09050495 – Hauptstraße 16, Stall, 1874 und 1894, Scheune, 1874                               | Foto gesucht: Im hinteren Teil der Hofanlage |
| 09050485 | Hauptstraße 13–19, 22–23A, 23C, 26–30, 41, 42, 45, 48, 49, 53/55C, 58, 58A, 62–64A Parkstraße 1/11, 8, 12, 14, 15 Pfarrer-Hurtienne-Platz (Lage) | Dorfanger Buchholz mit Dorfkirche, Dorfschule und Stall, Hofanlagen, Wohnhäusern mit Vorgarteneinfriedungen, Wohn- und Krankenanstalt, Rest des Lennèparks Baudenkmale siehe: Hauptstraße 13, 14, 16, 18, 19, 45, 58, 58A | 09050496 – Hauptstraße 17, Vorgarteneinfriedung                                              |                                              |
| 09050485 | Hauptstraße 13–19, 22–23A, 23C, 26–30, 41, 42, 45, 48, 49, 53/55C, 58, 58A, 62–64A Parkstraße 1/11, 8, 12, 14, 15 Pfarrer-Hurtienne-Platz (Lage) | Dorfanger Buchholz mit Dorfkirche, Dorfschule und Stall, Hofanlagen, Wohnhäusern mit Vorgarteneinfriedungen, Wohn- und Krankenanstalt, Rest des Lennèparks Baudenkmale siehe: Hauptstraße 13, 14, 16, 18, 19, 45, 58, 58A | 09050497 – Hauptstraße 22, Wohnhaus mit Parkanlage, vor 1850, Umbau 1938 von Paul Feustel    |                                              |
| 09050485 | Hauptstraße 13–19, 22–23A, 23C, 26–30, 41, 42, 45, 48, 49, 53/55C, 58, 58A, 62–64A Parkstraße 1/11, 8, 12, 14, 15 Pfarrer-Hurtienne-Platz (Lage) | Dorfanger Buchholz mit Dorfkirche, Dorfschule und Stall, Hofanlagen, Wohnhäusern mit Vorgarteneinfriedungen, Wohn- und Krankenanstalt, Rest des Lennèparks Baudenkmale siehe: Hauptstraße 13, 14, 16, 18, 19, 45, 58, 58A | Gärtnerhaus, vor 1863                                                                        |                                              |
| 09050485 | Hauptstraße 13–19, 22–23A, 23C, 26–30, 41, 42, 45, 48, 49, 53/55C, 58, 58A, 62–64A Parkstraße 1/11, 8, 12, 14, 15 Pfarrer-Hurtienne-Platz (Lage) | Dorfanger Buchholz mit Dorfkirche, Dorfschule und Stall, Hofanlagen, Wohnhäusern mit Vorgarteneinfriedungen, Wohn- und Krankenanstalt, Rest des Lennèparks Baudenkmale siehe: Hauptstraße 13, 14, 16, 18, 19, 45, 58, 58A | 09050498 – Hauptstraße 23, Wohnhaus mit Einfriedung, um 1881 von G. Schulze                  |                                              |
| 09050485 | Hauptstraße 13–19, 22–23A, 23C, 26–30, 41, 42, 45, 48, 49, 53/55C, 58, 58A, 62–64A Parkstraße 1/11, 8, 12, 14, 15 Pfarrer-Hurtienne-Platz (Lage) | Dorfanger Buchholz mit Dorfkirche, Dorfschule und Stall, Hofanlagen, Wohnhäusern mit Vorgarteneinfriedungen, Wohn- und Krankenanstalt, Rest des Lennèparks Baudenkmale siehe: Hauptstraße 13, 14, 16, 18, 19, 45, 58, 58A | 09050499 – Hauptstraße 23C, Wohnhaus, um 1864 von G. Schulze, Einfriedung, um 1881           |                                              |
| 09050485 | Hauptstraße 13–19, 22–23A, 23C, 26–30, 41, 42, 45, 48, 49, 53/55C, 58, 58A, 62–64A Parkstraße 1/11, 8, 12, 14, 15 Pfarrer-Hurtienne-Platz (Lage) | Dorfanger Buchholz mit Dorfkirche, Dorfschule und Stall, Hofanlagen, Wohnhäusern mit Vorgarteneinfriedungen, Wohn- und Krankenanstalt, Rest des Lennèparks Baudenkmale siehe: Hauptstraße 13, 14, 16, 18, 19, 45, 58, 58A | 09050500 – Hauptstraße 26, Wohnhaus, 1876                                                    |                                              |
| 09050485 | Hauptstraße 13–19, 22–23A, 23C, 26–30, 41, 42, 45, 48, 49, 53/55C, 58, 58A, 62–64A Parkstraße 1/11, 8, 12, 14, 15 Pfarrer-Hurtienne-Platz (Lage) | Dorfanger Buchholz mit Dorfkirche, Dorfschule und Stall, Hofanlagen, Wohnhäusern mit Vorgarteneinfriedungen, Wohn- und Krankenanstalt, Rest des Lennèparks Baudenkmale siehe: Hauptstraße 13, 14, 16, 18, 19, 45, 58, 58A | 09050501 – Hauptstraße 27, Mietshaus, 1901 von Riethe, mit Einfriedung                       |                                              |
| 09050485 | Hauptstraße 13–19, 22–23A, 23C, 26–30, 41, 42, 45, 48, 49, 53/55C, 58, 58A, 62–64A Parkstraße 1/11, 8, 12, 14, 15 Pfarrer-Hurtienne-Platz (Lage) | Dorfanger Buchholz mit Dorfkirche, Dorfschule und Stall, Hofanlagen, Wohnhäusern mit Vorgarteneinfriedungen, Wohn- und Krankenanstalt, Rest des Lennèparks Baudenkmale siehe: Hauptstraße 13, 14, 16, 18, 19, 45, 58, 58A | Stall und Scheune, 1867 von G. Schulze                                                       |                                              |
| 09050485 | Hauptstraße 13–19, 22–23A, 23C, 26–30, 41, 42, 45, 48, 49, 53/55C, 58, 58A, 62–64A Parkstraße 1/11, 8, 12, 14, 15 Pfarrer-Hurtienne-Platz (Lage) | Dorfanger Buchholz mit Dorfkirche, Dorfschule und Stall, Hofanlagen, Wohnhäusern mit Vorgarteneinfriedungen, Wohn- und Krankenanstalt, Rest des Lennèparks Baudenkmale siehe: Hauptstraße 13, 14, 16, 18, 19, 45, 58, 58A | 09050502 – Hauptstraße 28, Wohnhaus, 1910–1911                                               |                                              |
| 09050485 | Hauptstraße 13–19, 22–23A, 23C, 26–30, 41, 42, 45, 48, 49, 53/55C, 58, 58A, 62–64A Parkstraße 1/11, 8, 12, 14, 15 Pfarrer-Hurtienne-Platz (Lage) | Dorfanger Buchholz mit Dorfkirche, Dorfschule und Stall, Hofanlagen, Wohnhäusern mit Vorgarteneinfriedungen, Wohn- und Krankenanstalt, Rest des Lennèparks Baudenkmale siehe: Hauptstraße 13, 14, 16, 18, 19, 45, 58, 58A | 09050503 – Hauptstraße 29, Mietshaus, drei Hofgebäude, um 1895 von O. Schneider              |                                              |
| 09050485 | Hauptstraße 13–19, 22–23A, 23C, 26–30, 41, 42, 45, 48, 49, 53/55C, 58, 58A, 62–64A Parkstraße 1/11, 8, 12, 14, 15 Pfarrer-Hurtienne-Platz (Lage) | Dorfanger Buchholz mit Dorfkirche, Dorfschule und Stall, Hofanlagen, Wohnhäusern mit Vorgarteneinfriedungen, Wohn- und Krankenanstalt, Rest des Lennèparks Baudenkmale siehe: Hauptstraße 13, 14, 16, 18, 19, 45, 58, 58A | 09050504 – Hauptstraße 30, Hofanlage, Wohnhaus, um 1840                                      |                                              |
| 09050485 | Hauptstraße 13–19, 22–23A, 23C, 26–30, 41, 42, 45, 48, 49, 53/55C, 58, 58A, 62–64A Parkstraße 1/11, 8, 12, 14, 15 Pfarrer-Hurtienne-Platz (Lage) | Dorfanger Buchholz mit Dorfkirche, Dorfschule und Stall, Hofanlagen, Wohnhäusern mit Vorgarteneinfriedungen, Wohn- und Krankenanstalt, Rest des Lennèparks Baudenkmale siehe: Hauptstraße 13, 14, 16, 18, 19, 45, 58, 58A | Scheune mit Wohnteil und Stall, 1938                                                         |                                              |
| 09050485 | Hauptstraße 13–19, 22–23A, 23C, 26–30, 41, 42, 45, 48, 49, 53/55C, 58, 58A, 62–64A Parkstraße 1/11, 8, 12, 14, 15 Pfarrer-Hurtienne-Platz (Lage) | Dorfanger Buchholz mit Dorfkirche, Dorfschule und Stall, Hofanlagen, Wohnhäusern mit Vorgarteneinfriedungen, Wohn- und Krankenanstalt, Rest des Lennèparks Baudenkmale siehe: Hauptstraße 13, 14, 16, 18, 19, 45, 58, 58A | 09050505 – Hauptstraße 41, Hofanlage, Wohnhaus, um 1868 von G. Schulze                       |                                              |
| 09050485 | Hauptstraße 13–19, 22–23A, 23C, 26–30, 41, 42, 45, 48, 49, 53/55C, 58, 58A, 62–64A Parkstraße 1/11, 8, 12, 14, 15 Pfarrer-Hurtienne-Platz (Lage) | Dorfanger Buchholz mit Dorfkirche, Dorfschule und Stall, Hofanlagen, Wohnhäusern mit Vorgarteneinfriedungen, Wohn- und Krankenanstalt, Rest des Lennèparks Baudenkmale siehe: Hauptstraße 13, 14, 16, 18, 19, 45, 58, 58A | Scheune, 1876, erweitert 1927 von Ernst Domsch und Stall 1927 und 1933                       |                                              |
| 09050485 | Hauptstraße 13–19, 22–23A, 23C, 26–30, 41, 42, 45, 48, 49, 53/55C, 58, 58A, 62–64A Parkstraße 1/11, 8, 12, 14, 15 Pfarrer-Hurtienne-Platz (Lage) | Dorfanger Buchholz mit Dorfkirche, Dorfschule und Stall, Hofanlagen, Wohnhäusern mit Vorgarteneinfriedungen, Wohn- und Krankenanstalt, Rest des Lennèparks Baudenkmale siehe: Hauptstraße 13, 14, 16, 18, 19, 45, 58, 58A | 09050506 – Hauptstraße 42, Hofanlage, Wohnhaus, vor 1863                                     |                                              |
| 09050485 | Hauptstraße 13–19, 22–23A, 23C, 26–30, 41, 42, 45, 48, 49, 53/55C, 58, 58A, 62–64A Parkstraße 1/11, 8, 12, 14, 15 Pfarrer-Hurtienne-Platz (Lage) | Dorfanger Buchholz mit Dorfkirche, Dorfschule und Stall, Hofanlagen, Wohnhäusern mit Vorgarteneinfriedungen, Wohn- und Krankenanstalt, Rest des Lennèparks Baudenkmale siehe: Hauptstraße 13, 14, 16, 18, 19, 45, 58, 58A | Stall mit Schmiede, 1878                                                                     |                                              |
| 09050485 | Hauptstraße 13–19, 22–23A, 23C, 26–30, 41, 42, 45, 48, 49, 53/55C, 58, 58A, 62–64A Parkstraße 1/11, 8, 12, 14, 15 Pfarrer-Hurtienne-Platz (Lage) | Dorfanger Buchholz mit Dorfkirche, Dorfschule und Stall, Hofanlagen, Wohnhäusern mit Vorgarteneinfriedungen, Wohn- und Krankenanstalt, Rest des Lennèparks Baudenkmale siehe: Hauptstraße 13, 14, 16, 18, 19, 45, 58, 58A | Scheune 1934                                                                                 |                                              |
| 09050485 | Hauptstraße 13–19, 22–23A, 23C, 26–30, 41, 42, 45, 48, 49, 53/55C, 58, 58A, 62–64A Parkstraße 1/11, 8, 12, 14, 15 Pfarrer-Hurtienne-Platz (Lage) | Dorfanger Buchholz mit Dorfkirche, Dorfschule und Stall, Hofanlagen, Wohnhäusern mit Vorgarteneinfriedungen, Wohn- und Krankenanstalt, Rest des Lennèparks Baudenkmale siehe: Hauptstraße 13, 14, 16, 18, 19, 45, 58, 58A | 09050507 – Hauptstraße 48–49, Hofanlage, Wohnhaus, vor 1861                                  |                                              |
| 09050485 | Hauptstraße 13–19, 22–23A, 23C, 26–30, 41, 42, 45, 48, 49, 53/55C, 58, 58A, 62–64A Parkstraße 1/11, 8, 12, 14, 15 Pfarrer-Hurtienne-Platz (Lage) | Dorfanger Buchholz mit Dorfkirche, Dorfschule und Stall, Hofanlagen, Wohnhäusern mit Vorgarteneinfriedungen, Wohn- und Krankenanstalt, Rest des Lennèparks Baudenkmale siehe: Hauptstraße 13, 14, 16, 18, 19, 45, 58, 58A | Stall 1883 von G. Schulze und Scheune, 1906 von Julius Schreiber                             |                                              |
| 09050485 | Hauptstraße 13–19, 22–23A, 23C, 26–30, 41, 42, 45, 48, 49, 53/55C, 58, 58A, 62–64A Parkstraße 1/11, 8, 12, 14, 15 Pfarrer-Hurtienne-Platz (Lage) | Dorfanger Buchholz mit Dorfkirche, Dorfschule und Stall, Hofanlagen, Wohnhäusern mit Vorgarteneinfriedungen, Wohn- und Krankenanstalt, Rest des Lennèparks Baudenkmale siehe: Hauptstraße 13, 14, 16, 18, 19, 45, 58, 58A | 09095461 – Hauptstraße 53, Dorfanger                                                         |                                              |
| 09050485 | Hauptstraße 13–19, 22–23A, 23C, 26–30, 41, 42, 45, 48, 49, 53/55C, 58, 58A, 62–64A Parkstraße 1/11, 8, 12, 14, 15 Pfarrer-Hurtienne-Platz (Lage) | Dorfanger Buchholz mit Dorfkirche, Dorfschule und Stall, Hofanlagen, Wohnhäusern mit Vorgarteneinfriedungen, Wohn- und Krankenanstalt, Rest des Lennèparks Baudenkmale siehe: Hauptstraße 13, 14, 16, 18, 19, 45, 58, 58A | 09050508 – Hauptstraße 55, Wohnhaus mit Vorgarteneinfriedung, 1901 von Julius Schreiber      |                                              |
| 09050485 | Hauptstraße 13–19, 22–23A, 23C, 26–30, 41, 42, 45, 48, 49, 53/55C, 58, 58A, 62–64A Parkstraße 1/11, 8, 12, 14, 15 Pfarrer-Hurtienne-Platz (Lage) | Dorfanger Buchholz mit Dorfkirche, Dorfschule und Stall, Hofanlagen, Wohnhäusern mit Vorgarteneinfriedungen, Wohn- und Krankenanstalt, Rest des Lennèparks Baudenkmale siehe: Hauptstraße 13, 14, 16, 18, 19, 45, 58, 58A | 09050509 – Hauptstraße 61, Wohngebäude, 1910 von Schwennicke                                 |                                              |
| 09050485 | Hauptstraße 13–19, 22–23A, 23C, 26–30, 41, 42, 45, 48, 49, 53/55C, 58, 58A, 62–64A Parkstraße 1/11, 8, 12, 14, 15 Pfarrer-Hurtienne-Platz (Lage) | Dorfanger Buchholz mit Dorfkirche, Dorfschule und Stall, Hofanlagen, Wohnhäusern mit Vorgarteneinfriedungen, Wohn- und Krankenanstalt, Rest des Lennèparks Baudenkmale siehe: Hauptstraße 13, 14, 16, 18, 19, 45, 58, 58A | Wirtschaftsgebäude, 1910 von Schwennicke sowie Hausgarten und Rest des ehemaligen Lennéparks |                                              |
| 09050485 | Hauptstraße 13–19, 22–23A, 23C, 26–30, 41, 42, 45, 48, 49, 53/55C, 58, 58A, 62–64A Parkstraße 1/11, 8, 12, 14, 15 Pfarrer-Hurtienne-Platz (Lage) | Dorfanger Buchholz mit Dorfkirche, Dorfschule und Stall, Hofanlagen, Wohnhäusern mit Vorgarteneinfriedungen, Wohn- und Krankenanstalt, Rest des Lennèparks Baudenkmale siehe: Hauptstraße 13, 14, 16, 18, 19, 45, 58, 58A | 09050510 – Hauptstraße 63, ehem. Nervenheilanstalt: Krankengebäude, 1891                     |                                              |
| 09050485 | Hauptstraße 13–19, 22–23A, 23C, 26–30, 41, 42, 45, 48, 49, 53/55C, 58, 58A, 62–64A Parkstraße 1/11, 8, 12, 14, 15 Pfarrer-Hurtienne-Platz (Lage) | Dorfanger Buchholz mit Dorfkirche, Dorfschule und Stall, Hofanlagen, Wohnhäusern mit Vorgarteneinfriedungen, Wohn- und Krankenanstalt, Rest des Lennèparks Baudenkmale siehe: Hauptstraße 13, 14, 16, 18, 19, 45, 58, 58A | Wohnhaus 1897 von P. Moritz und Krankengebäude, 1904 und 1910 von Franz Zwick                |                                              |
| 09050485 | Hauptstraße 13–19, 22–23A, 23C, 26–30, 41, 42, 45, 48, 49, 53/55C, 58, 58A, 62–64A Parkstraße 1/11, 8, 12, 14, 15 Pfarrer-Hurtienne-Platz (Lage) | Dorfanger Buchholz mit Dorfkirche, Dorfschule und Stall, Hofanlagen, Wohnhäusern mit Vorgarteneinfriedungen, Wohn- und Krankenanstalt, Rest des Lennèparks Baudenkmale siehe: Hauptstraße 13, 14, 16, 18, 19, 45, 58, 58A | 09050511 – Hauptstraße 64, Gaststätte, 1908 von Ignatz Kolb                                  |                                              |
| 09050485 | Hauptstraße 13–19, 22–23A, 23C, 26–30, 41, 42, 45, 48, 49, 53/55C, 58, 58A, 62–64A Parkstraße 1/11, 8, 12, 14, 15 Pfarrer-Hurtienne-Platz (Lage) | Dorfanger Buchholz mit Dorfkirche, Dorfschule und Stall, Hofanlagen, Wohnhäusern mit Vorgarteneinfriedungen, Wohn- und Krankenanstalt, Rest des Lennèparks Baudenkmale siehe: Hauptstraße 13, 14, 16, 18, 19, 45, 58, 58A | 09050512 – Parkstraße 12, ehem. Nervenheilanstalt, 1909 von Franz Zwick                      |                                              |
| 09050485 | Hauptstraße 13–19, 22–23A, 23C, 26–30, 41, 42, 45, 48, 49, 53/55C, 58, 58A, 62–64A Parkstraße 1/11, 8, 12, 14, 15 Pfarrer-Hurtienne-Platz (Lage) | Dorfanger Buchholz mit Dorfkirche, Dorfschule und Stall, Hofanlagen, Wohnhäusern mit Vorgarteneinfriedungen, Wohn- und Krankenanstalt, Rest des Lennèparks Baudenkmale siehe: Hauptstraße 13, 14, 16, 18, 19, 45, 58, 58A | Nicht konstituierende Bestandteile des Ensembles: Hauptstraße 13A, 14A, 17, 18A, 41A, 49, 62 |                                              |

## Denkmalbereiche (Gesamtanlagen)
| Nr.      | Lage                        | Offizielle Bezeichnung           | Beschreibung                                   | Bild |
| -------- | --------------------------- | -------------------------------- | ---------------------------------------------- | ---- |
| 09050444 | Berliner Straße 19 (Lage)   | Gemeindeschule Buchholz          | 1892, erweitert 1895–1899 von Julius Schreiber |      |
| 09050444 | Berliner Straße 19 (Lage)   | Gemeindeschule Buchholz          | Schule, 1908 von Julius Schreiber              |      |
| 09050444 | Berliner Straße 19 (Lage)   | Gemeindeschule Buchholz          | Turnhalle, 1927                                |      |
| 09050579 | Bucher Straße 22–23D (Lage) | Vorwerk Sperlingslust (Buchholz) | Achtfamilienhaus (Nr. 22–22C), 1899            |      |
| 09050579 | Bucher Straße 22–23D (Lage) | Vorwerk Sperlingslust (Buchholz) | Pferde- und Rinderstall, 1899                  |      |
| 09050579 | Bucher Straße 22–23D (Lage) | Vorwerk Sperlingslust (Buchholz) | Kleintierstall, 1899                           |      |
| 09050579 | Bucher Straße 22–23D (Lage) | Vorwerk Sperlingslust (Buchholz) | Achfamilienhaus (Nr. 23–23C), 1913–1914        |      |
| 09050579 | Bucher Straße 22–23D (Lage) | Vorwerk Sperlingslust (Buchholz) | Scheune (Nr. 23D), 1913–1914                   |      |
| 09050579 | Bucher Straße 22–23D (Lage) | Vorwerk Sperlingslust (Buchholz) | Transformatorensäule, 1913–1914                |      |
| 09085371 | Pankstraße 12–14 (Lage)     | ehem. Lederfabrik                | Fabrikationsgebäude, um 1900                   |      |
| 09085371 | Pankstraße 12–14 (Lage)     | ehem. Lederfabrik                | Wohnhaus                                       |      |
| 09085371 | Pankstraße 12–14 (Lage)     | ehem. Lederfabrik                | Zurichterei und Gerberei                       |      |
| 09085371 | Pankstraße 12–14 (Lage)     | ehem. Lederfabrik                | Ställe                                         |      |

## Baudenkmale
| Nr.      | Lage                                      | Offizielle Bezeichnung                                                           | Beschreibung                                                         | Bild |
| -------- | ----------------------------------------- | -------------------------------------------------------------------------------- | -------------------------------------------------------------------- | ---- |
| 09050595 | Berliner Straße 7 (Lage)                  | Mietshaus mit Vorgarteneinfriedung                                               | 1904–1905 von Julius Schreiber                                       |      |
| 09050596 | Berliner Straße 12 (Lage)                 | Wohnhaus mit Vorgarteneinfriedung                                                | 1890                                                                 |      |
| 09050472 | Berliner Straße 24 (Lage)                 | Amtshaus Bestandteil des Ensembles: Berliner Straße                              | 1879 von A. Höcke                                                    |      |
| 09050473 | Berliner Straße 27 (Lage)                 | Mietshaus mit Einfriedung Bestandteil des Ensembles: Berliner Straße             | 1899 von Julius Schreiber                                            |      |
| 09050605 | Eddastraße 13 Elfenallee 20 (Lage)        | Kirche St. Johannes Evangelist                                                   | 1936–1937 von Carl Kühn                                              |      |
| 09050601 | Ferdinand-Buisson-Straße 28–28A (Lage)    | Pumpwerk Buchholz                                                                | 1914–1916 von Julius Schreiber                                       |      |
| 09050601 | Ferdinand-Buisson-Straße 28–28A (Lage)    | Pumpwerk Buchholz                                                                | Erweiterung, 1928 von Knothe                                         |      |
| 09050483 | Gartenstraße 1 (Lage)                     | Wohnhaus mit Einfriedung Bestandteil des Ensembles: Gartenstraße                 | Wohnhaus, 1888                                                       |      |
| 09050483 | Gartenstraße 1 (Lage)                     | Wohnhaus mit Einfriedung Bestandteil des Ensembles: Gartenstraße                 | Stallgebäude und Hofpflasterung, um 1880                             |      |
| 09050597 | Gartenstraße 4 (Lage)                     | Hofanlage                                                                        | südliches Wohnhaus, 1863                                             |      |
| 09050597 | Gartenstraße 4 (Lage)                     | Hofanlage                                                                        | nördliches Wohnhaus und Einfriedung, 1910 von Julius Schreiber       |      |
| 09050597 | Gartenstraße 4 (Lage)                     | Hofanlage                                                                        | Scheune, um 1880, Umbau 1994                                         |      |
| 09050486 | Hauptstraße 13 (Lage)                     | Pfarrhaus mit Vorgarteneinfriedung Bestandteil des Ensembles: Dorfanger Buchholz | 1890 von Schönrock                                                   |      |
| 09050486 | Hauptstraße 13 (Lage)                     | Pfarrhaus mit Vorgarteneinfriedung Bestandteil des Ensembles: Dorfanger Buchholz | Stall                                                                |      |
| 09050487 | Hauptstraße 14 (Lage)                     | Wohnhaus mit Apotheke Bestandteil des Ensembles: Dorfanger Buchholz              | 1890 von Albert Biebendt                                             |      |
| 09050487 | Hauptstraße 14 (Lage)                     | Wohnhaus mit Apotheke Bestandteil des Ensembles: Dorfanger Buchholz              | Apotheke                                                             |      |
| 09050488 | Hauptstraße 16 (Lage)                     | Wohnhaus mit Einfriedung Bestandteil des Ensembles: Dorfanger Buchholz           | 1896–1897 von A. Bathauer                                            |      |
| 09050488 | Hauptstraße 16 (Lage)                     | Wohnhaus mit Einfriedung Bestandteil des Ensembles: Dorfanger Buchholz           | Stall, 1884                                                          |      |
| 09050489 | Hauptstraße 18 (Lage)                     | Hofanlage Bestandteil des Ensembles: Dorfanger Buchholz                          | Scheune, um 1890 und Stallungen, um 1878 und 1885 mit Hofpflasterung |      |
| 09050489 | Hauptstraße 18 (Lage)                     | Hofanlage Bestandteil des Ensembles: Dorfanger Buchholz                          | Vorgarteneinfriedung, um 1890                                        |      |
| 09050490 | Hauptstraße 19 (Lage)                     | Wohnhaus mit Einfriedung Bestandteil des Ensembles: Dorfanger Buchholz           | 1899 von A. Bathauer                                                 |      |
| 09050491 | Hauptstraße 45 (Lage)                     | Kossätenhof Bestandteil des Ensembles: Dorfanger Buchholz                        | Wohnhaus um 1720 und 1830                                            |      |
| 09050491 | Hauptstraße 45 (Lage)                     | Kossätenhof Bestandteil des Ensembles: Dorfanger Buchholz                        | Stall, um 1870 und Scheune, um 1840                                  |      |
| 09050491 | Hauptstraße 45 (Lage)                     | Kossätenhof Bestandteil des Ensembles: Dorfanger Buchholz                        | Wohnhaus, 1864 von G. Schulze                                        |      |
| 09050492 | Hauptstraße 58 (Lage)                     | Schulhaus Buchholz Bestandteil des Ensembles: Dorfanger Buchholz                 | Schule, 1857–1858                                                    |      |
| 09050492 | Hauptstraße 58 (Lage)                     | Schulhaus Buchholz Bestandteil des Ensembles: Dorfanger Buchholz                 | Stall, nach 1750                                                     |      |
| 09050493 | Hauptstraße 58A (Lage)                    | Dorfkirche Bestandteil des Ensembles: Dorfanger Buchholz                         | 2. Hälfte 13. Jh., um 1600, Umbau, 1852 von August Soller, 1886      |      |
| 09050607 | Pasewalker Straße 64 (Lage)               | Mietshaus                                                                        | 1906–1907 von Julius Schreiber                                       |      |
| 09050613 | Rosenthaler Weg 79/91 Mühlenstraße (Lage) | Kapelle auf dem Städtischen Friedhof Buchholz                                    | 1893                                                                 |      |

## Bodendenkmale
| Nr.      | Lage                        | Offizielle Bezeichnung | Beschreibung | Bild |
| -------- | --------------------------- | ---------------------- | ------------ | ---- |
| 09012514 | Schönerlinder Straße (Lage) | Siedlungsstelle        | 10. Jh.      |      |

## Ehemalige Denkmale
| Nr.       | Lage                        | Offizielle Bezeichnung | Beschreibung | Bild |
| --------- | --------------------------- | ---------------------- | ------------ | ---- |
| unbekannt | Pasewalker Straße 71 (Lage) | Tankstellenüberdachung | von 1930     |      |